# 衛星単一通信携帯局装置 JPRC-C1

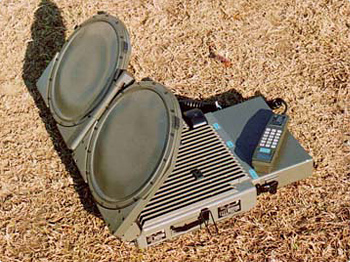
衛星単一通信携帯局装置 JPRC-C1

衛星単一通信携帯局装置 JPRC-C1（えいせいたんいつけいたいきょくそうち ジェイピーアールシーシーワン ）は、陸上自衛隊の装備である。

## 概要
主にシステム通信科に配備され、方面隊および師団・旅団などの上級部隊（一部例外あり）において音声、データ通信などの衛星中継通信に使用する。携帯の名の通り複数のハードケース内蔵型であり、重量も9kgと可搬性がある。円盤状のアンテナを組み立て、衛星方向に向けて通信を行う。車載の衛星単一通信可搬局装置 JMRC-C4に比べて性能は劣る。

## 諸元
- 周波数：Xバンド
- 全長：約500mm
- 全幅：約200mm
- 全高：約500mm
- 総重量：約9kg
- 電源:DC24V/12V、AC100V

## 製作
- 日本無線